# Club de Fútbol Sala Bisontes Castellón
El Club de Fútbol Sala Bisontes Castellón (CFS Bisontes Castellón), anomenat anteriorment Playas de Castellón o Macer Futbol Sala per patrocini, és un club de futbol sala valencià de la ciutat de Castelló de la Plana.

## Història
El club va ser fundat el 1983 amb el nom de Club Macer FS per treballadors de l'empresa del mateix nom i veïns d'Almassora. El 1986 començà a jugar a la lliga territorial a diverses ciutats, des de Vinaròs fins a Alcúdia. La temporada 1988-1989 assolí per primer cop l'ascens a Divisió d'Honor. La temporada 1992-1993 passa a denominar-se Bisontes Almassora FS i el següent any es trasllada a la capital Castelló de la Plana amb el nom Bisontes Castelló FS. La temporada 1994-1995 comença a jugar al pavelló Ciutat de Castelló i adopta el nom Platges de Castelló FS.
Amb una nova gestió esportiva, el club castellonenc es va convertir en una de les potències de la LNFS. Encara que va finalitzar la temporada regular de 1997 i 1999 en primer lloc, el club valencià no va aconseguir en tot aquest temps cap títol oficial. En aquest temps van sorgir jugadors com Vicent Mas "Vicentín", una de les primeres estrelles internacionals valencianes en aquest esport.
En la temporada 1999/2000, un Platges de Castelló liderat pel pivot brasiler Edesio va acabar capdavanter la fase regular i va aconseguir la seva primera Lliga, al vèncer en la final a CLM Talavera. Un any després, els castellonencs es van reforçar amb els millors jugadors del desaparegut CLM Talavera i van revalidar la lliga davant València Vijusa, amb l'internacional espanyol Javi Rodríguez com jugador més destacat.
A nivell internacional, Platges de Castelló va guanyar durant tres anys consecutius la Copa de la UEFA de futbol sala, entre 2001 i 2003. En l'any 2004/05, l'entitat va guanyar la Supercopa d'Espanya. A partir de l'any 2006, el Platges de Castelló va veure reduït el seu pressupost i va haver de traspassar als seus millors futbolistes. En la temporada 2006/07 el club no es va classificar per a la fase final pel títol per primera vegada en la seva història, i els seus resultats esportius van empitjorar. Finalment, en la temporada 2010/11 el club va descendir a Divisió de Plata.
El juliol de 2013, la LNFS va revocar la seva llicència de Segona Divisió després de no pagar la quota d'inscripció, de manera que va ser descendit a Tercera Divisió per a la temporada 2013-14.

### Conveni amb el CD Castelló: Platges CD Castelló
El 4 de juny de 2015 en la sala de premsa del Nou Estadi de Castalia, el Club Futbol Sala Grapa de Castellón i el CD Castellón SAD signaven un conveni pel qual ambdues entitats s'unien sota el nom de "Playas CD Castelló" amb l'objectiu de potenciar el futbol sala en la ciutat i la província. Per això es dotava d'una estructura esportiva d'un equip sènior masculí de Segona B, un filial sub-21 en Tercera Divisió, un equip femení en Segona Divisió, un juvenil en Divisió d'Honor així com més d'una desena d'equips de base. En la seua primera temporada en Segona B l'equip acabava quart i retornant a la ciutat de Castelló la Copa del Rei de futbol Sala.

### El Playas CD Castellón futbol sala recupera el mític nom de Bisontes Castellón
El 13 de maig de 2016, Joaquín Sánchez Amorós recuperava per al club el nom de Bisontes utilitzat l'any 1992 a Almassora i amb el qual el Pavelló Ciutat de Castelló veia jugar per primera vegada un any després al primer equip de Castelló en la Divisió d'Honor de la LNFS. Entre els canvis que s'introdueixen és el d'un nou escut de color blau marí i marró clar (en record a l'últim escut emprat) i al qual se li inclou tres estels en la seua part superior (en record a Club Macer FS per les seus 3 Copa d'Europa) així com l'any 1992 (com ressenya la primera vegada que es va jugar amb el nom de Bisontes). En l'aspecte esportiu, l'entitat decideix fer un pas més en la seua lluita per seguir creixent i professionalitzar les seues estructures incorporant al seu organigrama a coneguts en la família del Playas de Castellón i de l'esport castellonenc com Mario Ruiz Díaz o Arnaldo Ferreira Araujo. També entra a formar part de la directiva l'empresari Ismael Sebastiá com a vicepresident.

## Denominacions
Varis han sigut els noms que s'ha adoptat en funció del seu patrocinador. L'empresa de motles ceràmics Macer va ser l'espònsor principal en els seus primers anys d'existència i posteriorment a causa del gran suport rebut de l'Ajuntament i Diputació de Castelló es canviava a Playas de Castellón Fútbol Sala. Des de 2016 s'utilitza el nom de Bisontes Castellón en record al primer nom amb la qual la Ciutat de Castelló vió jugar un equip de futbol Sala en la màxima categoria de la LNFS
- 1983-1988: Macer F.S.
- 1988-1991: Keralite Macer
- 1991-1992: Bisontes Almazora
- 1992-1993: Bisontes Castellón
- 1994-2014: Playas de Castellón
- 2015-2016: Playas CD Castellón
- 2016-actualment: CFS Bisontes Castellón

## Palmarès
- Lliga de Campions de la UEFA de futbol sala: 
  - 2001-02, 2002-03
- Copa d'Europa de futbol sala: 
  - 2000-01
- Lliga espanyola de futbol sala: 
  - 1999-00, 2000-01
- Supercopa espanyola de futbol sala:
  - 2004